# Darren Rafferty
Darren Rafferty (1º luglio 2003) è un ciclista su strada e ciclocrossista irlandese che corre per il team EF Education-EasyPost.

## Palmarès

### Strada
- 2020 (Juniores, una vittoria)

Campionati irlandesi, Prova a cronometro Junior
- 2021 (Juniores, due vittorie)

Campionati irlandesi, Prova a cronometro Junior
Campionati irlandesi, Prova in linea Junior
- 2022 (Hagens Berman Axeon, due vittorie)

Strade Bianche di Romagna
Campionati irlandesi, Prova a cronometro Under-23
- 2023 (Hagens Berman Axeon, due vittorie)

Campionati irlandesi, Prova a cronometro Under-23
Classifica generale Giro della Valle d'Aosta
- 2024 (EF Education-EasyPost, una vittoria)

Campionati irlandesi, Prova in linea Elite

### Cross
- 2019-2020

Campionati irlandesi, Junior

## Piazzamenti

### Grandi Giri
- Giro d'Italia

2025: 87º
- Vuelta a España

2024: 75º

### Competizioni mondiali
- Campionati del mondo su strada

Fiandre 2021 - Cronometro Junior: 11º
Fiandre 2021 - In linea Junior: 24º
Glasgow 2023 - Cronometro Under-23: 5º
Glasgow 2023 - In linea Under-23: 25º
Zurigo 2024 - Cronometro Under-23: 6º
Zurigo 2024 - In linea Under-23: 12º
- Campionati del mondo di ciclocross

Dübendorf 2020 - Junior: 42º

### Competizioni europee
- Campionati europei su strada

Trento 2021 - Cronometro Junior: 4º
Trento 2021 - In linea Junior: 35º
Anadia 2022 - Cronometro Under-23: 6º
Anadia 2022 - In linea Under-23: 27º
Drenthe 2023 - Cronometro Under-23: 12º
Drenthe 2023 - In linea Under-23: 20º
- Campionati europei di ciclocross

Silvelle 2019 - Junior: 38º